# La Chapelle-du-Lou
La Chapelle-du-Lou era una comuna francesa situada en el departamento de Ille y Vilaine, de la región de Bretaña, que el 1 de enero de 2016 pasó a ser una comuna delegada de la comuna nueva de La Chapelle-du-Lou-du-Lac al fusionarse con la comuna de Le Lou-du-Lac.

## Demografía
| Gráfica de evolución demográfica de La Chapelle-du-Lou entre 1800 y 2013 |
|                                                                          |

Los datos demográficos contemplados en este gráfico de la comuna de La Chapelle-du-Lou se han cogido de 1800 a 1999 de la página francesa EHESS/Cassini, y los demás datos de la página del INSEE.